# Johanna Garpe
Eva Johanna Garpe, född 9 februari 1967, är en svensk professor och regissör. 

## Biografi
Johanna Garpe är regissör, dramatiker och professor på Stockholms konstnärliga högskola. 
Hon utbildade sig i operaregi på Operahögskolan i Stockholm, och i teaterregi på Dramatiska institutet i Stockholm. Hon har regisserat ett 40-tal föreställningar inom opera, musikal och teater, bland andra föreställningar på Drottningholmsteatern, Stockholms stadsteater, Göteborgsoperan, Kungliga Operan och Folkoperan samt i Sveriges television. Hon har regisserat i Tyskland på operan i Kiel, operan i Bonn och Internationale Händel Festspiele.
Garpe var kulturråd vid Sveriges ambassad i London 2004–2008 som efterträdare till Maria Schottenius. Hon har varit projektledare för större festivaler och evenemang i Storbritannien och Sverige, bland annat vid 350-årsjubileet av handelsavtalet mellan de båda länderna. Garpe har även initierat utbytesprojekt mellan högskolor och högstadieskolor, bland annat modeprojektet ”Pride and Prejudice” för Beckmans i Stockholm och Central Saint Martins School of Fashion and Design i London. År 2008 blev hon professor i musikdramatisk gestaltning på Operahögskolan i Stockholm.
År 2010 regisserade hon Tamerlano (Timur Lenk) på Internationale Händel Festspiele i Tyskland samt Don Giovanni på Drottningholmsteatern. År 2011 regisserade hon Karmelitsystrarna på operan i Stockholm och 2013 Benjamin Brittens opera Peter Grimes på Kungliga Operan. År 2014 tillträdde hon en professur i "vokala och kroppsliga praktiker" på Stockholms konstnärliga högskola och regisserade Karl Gerhard med bland andra Rikard Wolff på Stockholms Stadsteater. År 2015 dramatiserade hon tillsammans med Erik Norberg Livläkarens besök av P O Enquist och regisserade den på Kulturhuset Stadsteatern. År 2016 skrev hon och Erik Norberg Donna Juanita, en musikal byggd på sånger av Hasse å Tage, som hon regisserade på Kulturhuset Stadsteatern. 2017 regisserade hon Livläkarens besök på Malmö Stadsteater. 2019 regisserade hon Carmen på Kgl Operan. 2020 tillträdde hon tjänsten som prefekt för Institutionen för Scenkonst, Stockholms konstnärliga högskola och en professur i Scenkonst.

## Teater

### Regi (ej komplett)
| År   | Produktion                        | Upphovsmän                                                                  | Teater                   |
| ---- | --------------------------------- | --------------------------------------------------------------------------- | ------------------------ |
| 2001 | Kaspar Hauser                     | Johnny Dennis, Martin Gjerstad, Tore Johansson, Ulf Turesson och Jonas Jarl | Malmö musikteater        |
| 2002 | Som ni vill ha det As You Like It | William Shakespeare                                                         | Stockholms stadsteater   |
| 2010 | Tamerlano                         | Georg Friedrich Händel                                                      | Händel Festspiele        |
| 2011 | Karmelitsystrarna                 | Francis Poulenc                                                             | Kungliga Operan          |
| 2013 | Peter Grimes                      | Benjamin Britten                                                            | Kungliga Operan          |
| 2014 | Karl Gerhard                      | Irena Kraus                                                                 | Kulturhuset Stadsteatern |
| 2015 | Livläkarens besök                 | Per Olov Enquist Dramatisering Johanna Garpe och Erik Norberg               | Kulturhuset Stadsteatern |
| 2016 | Donna Juanita                     | Johanna Garpe och Erik Norberg                                              | Kulturhuset Stadsteatern |
| 2017 | Livläkarens besök                 | Per Olov Enquist                                                            | Malmö Stadsteater        |
| 2019 | Carmen                            | Georges Bizet, Henri Meilhac och Ludovic Halévy                             | Kungliga Operan          |